# Бессоновский (кордон)
Бессоновский — кордон в составе Пальниковского сельского поселения Пермского района в Пермском крае.

## Географическое положение
Кордон расположен примерно в 4 километрах на юго-восток по прямой линии от села Нижний Пальник, центра сельского поселения.

## Климат
Климат умеренно континентальный, характеризующийся морозной продолжительной зимой и тёплым коротким летом. Июльские температуры колеблются в пределах +18 °C, январские в пределах −15 °C. Среднегодовое количество осадков составляет 616 мм, большая их часть приходится на тёплый период с апреля по октябрь. Преобладающее направление ветра — юго-западное.

## История
Кордон возник на рубеже XIX—XX веков как поселение артели краснодеревщиков. В советское время на основе артели была организована мебельная фабрика в посёлке Кукуштан.

## Население
| 2010 |
| ---- |
| 23   |

В 2002 году постоянное население составляло 7 человек (86 % русские).